# Paula Fox
Paula Fox (n. 22 aprilie 1923, New York City, New York, SUA – d. 1 martie 2017, New York City, New York, SUA) a fost o scriitoare americană.
Își face studiile gimnaziale la New Hempcheere și Montreal. În 1955-1958 studiază la Universitatea din Columbia.
Activează ca dactilografă, profesoară la o școală pentru copii cu deficiențe și mai târziu, profesoară de literatură la Universitatea din Pennsylvania. În 1963 începe să scrie.

## Cărți pentru copii
- Maurices Room (Camera lui Maurice, 1966),
- How Many Miles to Babylon? (Câte mile sunt până la Babylon, 1969),
- The Slave Dancer (Dansatorul sclav, 1973),
- One-Eyed Cat (Pisica cu un singur ochi, 1984),
- The Village by the Sea (Sătucul de pe malul mării, 1988),
- Western Wind (Vântul de la apus, 1993),
- The Eagle Kite (Vulturul, 1995) s.a.

## Premii și distincții
- Premiul Cea mai bună carte pentru copii a anului(1974, pentru cartea Dansatorul sclav),
- Media Newbery (1974),
- Premiul Hans Christian Andersen (1978),
- Premiul revistei Boston Globe/Horn Book (1989, pentru povestirea „Sătucul de pe malul mării”) s.a.